# Mobiliteitsmanagement
Mobiliteitsmanagement is een verzamelnaam voor inspanningen om de mobiliteitskeuzes (vervoerwijzekeuze en vervoermiddelkeuze) van individuen te beïnvloeden. Vaak wordt hier meer in het bijzonder bedoeld het stimuleren van het gebruik van alternatieven voor de auto.
De Nederlandse overheid hanteert als definitie Mobiliteitsmanagement is het organiseren van slim reizen. Hieronder worden allerlei alternatieven van solistisch autogebruik tijdens de spits verstaan, zoals deelvervoer, carpoolen, deels of volledig gebruik van openbaar vervoer, thuiswerk of werken op afstand, fietsen, etc.
Mobiliteitsmanagement verschilt van verkeersmanagement, dat -gegeven de gekozen vervoerkeuzes van individuen- het verkeer en de verkeersafwikkeling zo vlot en veilig mogelijk laat verlopen. Dit kan bijvoorbeeld door het beïnvloeden van de routekeuze, het beïnvloeden van het tijdstip (om de spits te mijden) of het verhogen van een wegcapaciteit.

## Betrokken partijen
Bij mobiliteitsmanagement zijn verschillende partijen betrokken:
- reizigers
- overheden
- werkgevers en publiektrekkers
- aanbieders van mobiliteitsdiensten

In een aantal regio's in Nederland zijn door de regionale overheden uitvoeringsorganisaties opgericht. Deze voeren het regionale beleid op het gebied van mobiliteitsmanagement uit. Voorbeelden hiervan zijn:  VCC Rijnmond, VNM (Utrecht) en Twente Mobiel (Regio Twente),. Werkgevers én regionale overheden kunnen hier terecht voor ondersteuning en advies bij de toepassing van mobiliteitsmanagement. De regionale uitvoeringsorganisaties werken samen via een stichting die onder meer praktijkvoorbeelden publiceert op het internet (www.slimreizen.nl).
Een ander voorbeeld van mobiliteitsmanagement is de Marktplaats voor mobiliteit in opdracht van de Verkeersonderneming te Rotterdam.